# Хавр (Монтана)
Хавр (англ.  Havre ) — город и административный центр округа Хилл в штате Монтана США.

## Описание
Центр округа Хилл с 1911 года. Находится в северо-центральной части Монтаны. Расположен вдоль реки Милк, к востоку от плотины и водохранилища Фресно и к северу от резервации Чиппева (Оджибва)-Кри Роки Бойз. Город был назван в честь Гавра, Франция, места рождения первых поселенцев. Первоначально город находился (1879 г.) в 5 милях (8 км) к юго-западу, недалеко от Форта Ассинибойн (сейчас сельскохозяйственная экспериментальная станция). После того, как Великая Северная железная дорога была расширена, Хавр был перемещён в 1887 году в устье Булл-Хук-Крик и развивался как железнодорожный пункт.

## Население
| 2010 | 2020  |
| ---- | ----- |
| 9310 | ↗9362 |